# Billy Major
Pour les articles homonymes, voir Major (homonymie).
Billy Major, né le 21 novembre 1996 à Cambridge, est un skieur alpin britannique, spécialiste de slalom.

## Biographie
Sur les skis depuis l'âge de deux ans et actif en compétition à partir de sept ans, il pratique le sport et étudie en France, où ses parents gèrent une société de skis,.
Il dispute ses premières courses officielles de la FIS en France lors de la saison 2011-2012, puis obtient sa première sélection en équipe nationale pour le Festival olympique de la jeunesse européenne en 2013 à Brasov, avant de concourir aux Championnats du monde junior en 2014 à Jasná, ainsi que de remporter quatre titres de champion britannique chez les juniors. Gagnant de sa première course dite « Citizen » en mars 2015, il obtient deux autres sélections pour les Championnats du monde junior en 2016 et 2017, terminant au mieux 31e du slalom géant en 2017. Cet hiver, il devient champion de Grande-Bretagne chez les séniors, malgré une blessure contractée cette saison. Il a fait ses débuts dans la Coupe d'Europe en janvier 2016.
En 2017-2018, où il fait appel à une campagne de financement pour sa carrière, alors qu'il fréquente l'université de Manchester pour des études de neurologie, il court plusieurs manches de la Coupe d'Europe, sans obtenir de succès. L'hiver suivant, enregistrant des résultats avec moins de 20 points FIS, il est sélectionné avec l'équipe nationale sénior à l'occasion des Championnats du monde, à Åre, où il abandonne lors de la deuxième manche de slalom.
Soudainement, en 2020-2021, Major affiche ses premiers résultats significatifs avec une septième place en slalom à Val Cenis en Coupe d'Europe, qui est confirmée par une victoire au même lieu et un deuxième succès en slalom qui contribue à sa première place au classement de la spécialité. En fin d'année 2020, il découvre la Coupe du monde lors du slalom d'Alta Badia.
En janvier 2022, le Britannique parvient à se qualifier en deuxième manche en Coupe du monde au slalom de Schladming, pour une dix-huitième place qui l'attribue ses premiers points pour le classement général. Il est alors intégré à l'équipe pour les Jeux olympiques de Pékin, où sur le slalom, il ne peut compléter la première manche de slalom après avoir enfourché une porte.

## Palmarès

### Jeux olympiques
| Épreuve / Édition | Pékin 2022 |
| Slalom            | Abandon    |

### Championnats du monde
| Épreuve / Édition | Åre 2019                         | Cortina d'Ampezzo 2021 |
| Slalom            | Abandon                          | Abandon                |
| Parallèle         | Épreuve inexistante à cette date | Abandon                |
| Par équipes       |                                  | 12e                    |

Légende :
- : épreuve pas au programme

### Coupe du monde
- Meilleur résultat : 18e.

### Coupe d'Europe
- 1er du classement du slalom en 2021.
- 4 podiums, dont 3 victoires (en slalom).

### Championnats de Grande-Bretagne
- Champion toutes disciplines en 2017 et 2018.